# Explorer 52
Explorer 52, también denominado Hawkeye, fue un satélite artificial de la NASA dedicado al estudio de la magnetósfera terrestre. Fue lanzado el 3 de junio de 1974 a bordo de un cohete Scout desde la base aérea de Vanderberg.
La misión principal del satélite era medir los campos y partículas de los polos de la magnetosfera terrestre a distancias de hasta 21 radios terrestres (unos 126 000 km). Como misiones secundarias se dedicó a hacer mediciones de campo magnético y distribución de plasma en el viento solar y a estudiar las radioemisiones de tipo 3 producidas por las corrientes de electrones en el medio interplanetario.
El satélite portaba un magnetómetro, un analizador de plasma y un detector de ondas ELF-VLF. Se estabilizaba mediante giro, con un periodo de 11 segundos. Disponía de un sensor óptico para determinar su posición, pero se averió el 3 de septiembre de 1974. A partir de entonces se utilizaron las medidas del magnetómetro para el posicionamiento de la nave. Utilizaba paneles solares para la producción de energía, de entre 22 y 36 vatios de potencia.
Explorer 52 participó en el International Magnetospheric Study (IMS), un esfuerzo internacional para el estudio de la magnetosfera terrestre, y durante la primera mitad de 1977 las mediciones se limitaron intervalos especiales para el IMS.
Los datos se tomaban en tiempo real y se transmitían a frecuencias de 136 y 400 MHz, a tasas de 100 o 200 bps.